# Vincent Guérin
Vincent Guérin (* 22. November 1965 in Boulogne-Billancourt) ist ein ehemaliger französischer Fußballspieler.

## Karriere
Der 1,74 m große defensive Mittelfeldspieler beendete seine Karriere 2002 bei Red Star Paris. Den internationalen Durchbruch schaffte er erst mit 31 Jahren im Trikot von Paris Saint-Germain, mit dem er 1996 den Europapokal der Pokalsieger gewann. 1995 wurde er zu Frankreichs Fußballer des Jahres gewählt. 1997 war sein Dopingtest beim Spiel gegen Nantes positiv auf Nandrolon und er wurde für sechs Monate gesperrt. Im März 2000 hob ein französisches Gericht die Sperre auf, weil die Urinmenge nicht gleichmäßig auf A- und B-Probe verteilt war.

## Erfolge
- Französischer Fußballmeister 1994 mit PSG
- Französischer Vizemeister 1993, 1995 und 1997 mit PSG
- Französischer Pokalsieger 1990 mit Montpellier, 1993 und 1995 mit PSG
- Französischer Ligapokalsieger 1995 mit PSG
- Europapokal der Pokalsieger 1996 mit PSG
- 19 A-Länderspiele für Frankreich und 2 Tore
- Frankreichs Fußballer des Jahres: 1995
- Ligue-1-Spieler des Jahres: 1995